# Симбирцит

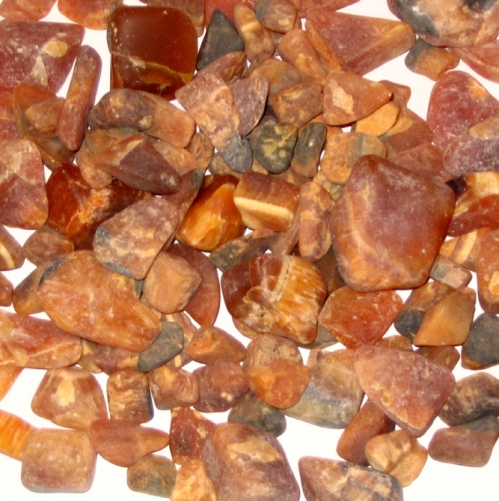
Кусочки кальцита-«симбирцита»

Памятник камню симбирцит в Ульяновске

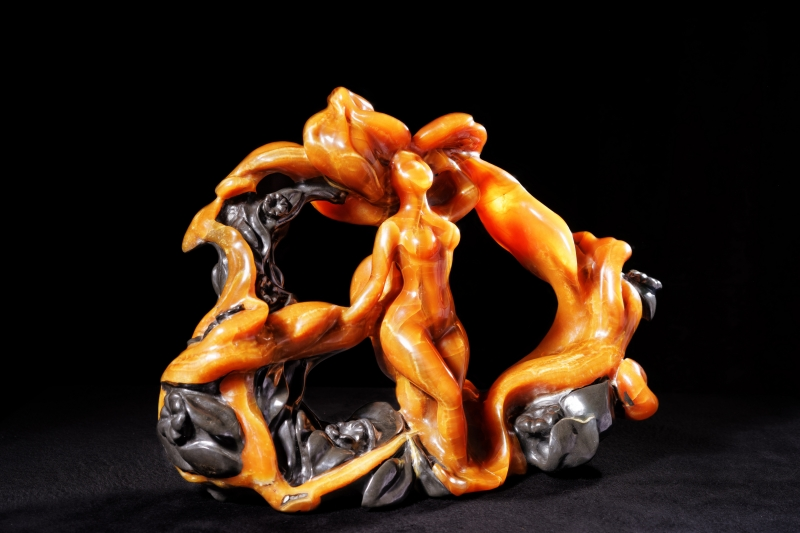
Изделие из симбирцита. Резьба по камню.Авторская работа.

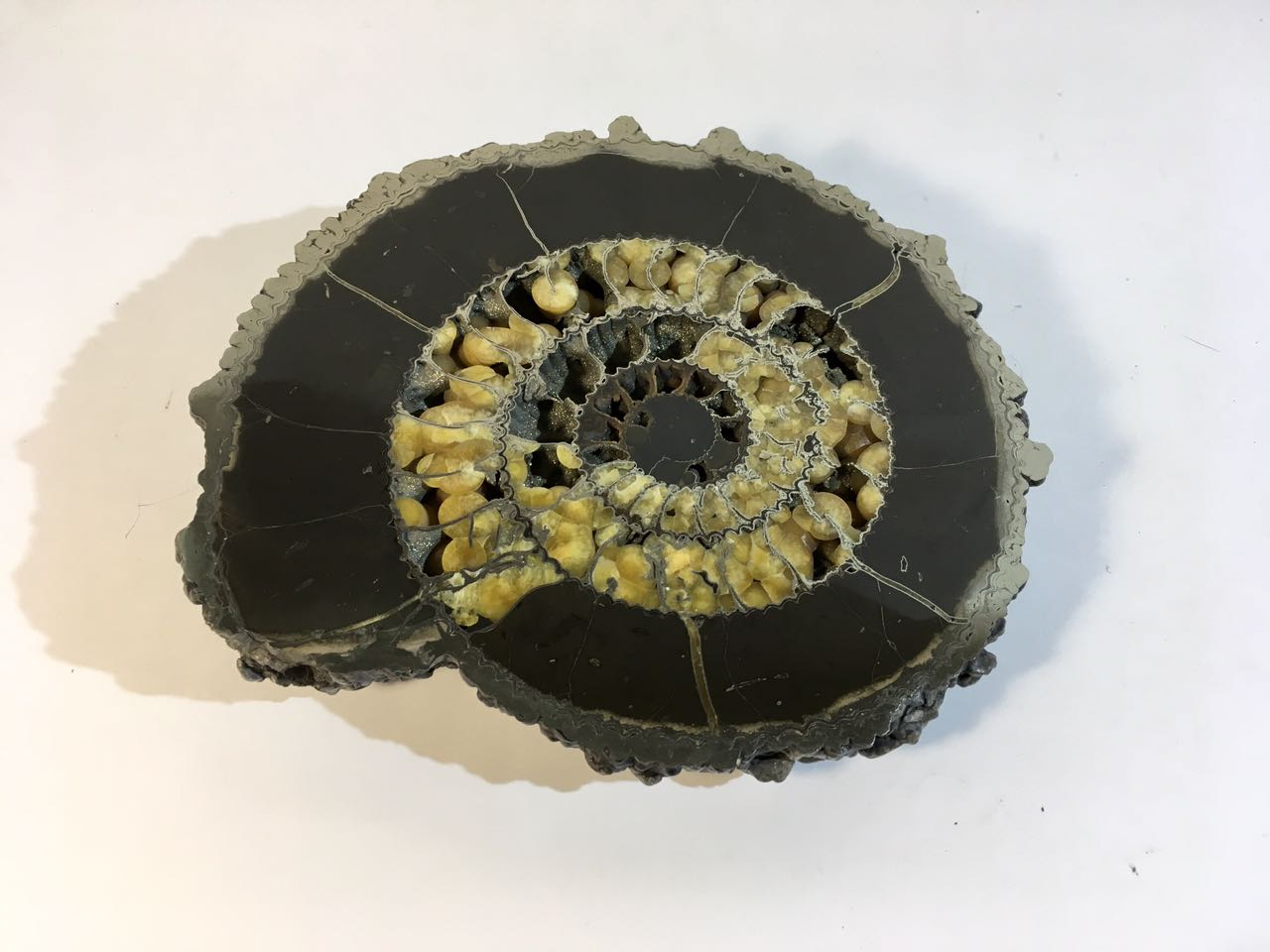
Распил раковины аммонита.С внутренним заполнением - симбирцит.

Симбирцит — термин, обозначающий одну из многочисленных разновидностей минерала кальцит (СаСО3).

## Описание
Поделочный полупрозрачный камень жёлтых и красноватых оттенков. Внешне иногда может быть похож на янтарь или карнеол. Встречается в больших количествах в Ульяновской области, а также в обрывах правого берега Оки в Нижегородской области и в Аргентине.
Симбирцит приурочен в Ульяновской области к нижнемеловым отложениям Ундоровских гор готеривского, барремского, альбского и частично аптского ярусов. Встречается в полостях раковин аммонитов, а также в трещинах и усыхания в септариях и конкрециях мергеля. Первые крупные проявления симбирцита начинаются непосредственно под Ульяновском на оползневых склонах Симбирской горы и продолжаются на севере по Ундоровским горам до границы с Татарстаном. 
Возраст симбирцита около 120 миллионов лет.
Образование симбирцита проходило также и в раковинах моллюсков-аммонитов.   Пустоты в раковинах заполнялись не только кальцитом, но и другими минералами — арагонитом, мергелем, кварцем, ископаемым перламутром (фламмалитом), и мелкими включениями еще более 10 минералов,  перемежаясь с прожилками пирита.
Все эти минералы по-раздельности достаточно широко распространены в мире. Его уникальность состоит в том, что в таком сочетании эти минералы не встречаются нигде. Кроме всего симбирцит имеет непосредственное отношение к обитателям древних меловых и юрских морей – аммонитам и динозаврам. Раковины или фрагменты раковин аммонитов и скелетов ихтиозавров, плезиозавров и плиозавров служили центрами кристаллизации в формировании этой горной породы.

## Свойства
Цвет жёлтый до коричневого разнообразных оттенков, от почти бесцветного светло-жёлтого до красноватого. Блеск стеклянный, тускло-шёлковистый, жирный. Легко обрабатывается, принимает и сохраняет полировку. Растворяется в соляной кислоте с выделением CO2.
Несмотря на то, что этот недорогой поделочный камень не имеет древней истории, он сделался предметом особого внимания современных шарлатанов, приписывающих симбирциту множество неизвестных науке магических сил и надуманных лечебных свойств.

## Разновидности
- Жильный симбирцит — находится в пустотах мергелевых конкреций, образовался кристаллизацией из близповерхностных пластовых вод. Имеет полосчатый, почковидный рисунок. Толщина жил иногда достигает до 10 см. Встречается часто.
- Аммонитовый симбирцит — образовался в пустотах древних раковин головоногих моллюсков — аммонитов. Встречается реже.

## История
Название «симбирцит» было дано В. М. Ефимовым в 1985 году в честь старого названия г. Ульяновска — Симбирск.

Первое упоминание о симбирском кальците относится к 1765 году. В рапорте подполковника А. Свечина от 10 мая 1765 года пишется 
…близ Симбирска на берегу Волги находятся немалой величины чёрные камни, имеющие жёлтые проросли, или жилы, которые столь прозрачны и чисты, что по шлифовке малую разницу от янтаря имеют, но… это по незнанию жителей пропадает втуне.

На данный момент известно как минимум два официальных экспертных заключения геолого-минералогической экспертизы на минеральное образование "симбирцит":
1. Казань, 2012 год (страница 1, страница 2)
2. Екатеринбург, 2012 год (страница 1, страница 2, страница 3)

## В честь камня
- Памятник камню симбирциту (открыт в 2005 г., Ульяновск)[8].
- В 2008 году Министерство связи России выпустило ХМК — «Ульяновску 360 лет. Памятник камню "Симбирцит"»[9].